# Semana Europea de la Vacunación
La Semana Europea de la Vacunación se celebra durante la última semana de abril desde 2007 y fue proclamada por la Organización Mundial de la Salud para la región europea en 2005.

## Proclamación
La Semana Europea de la Vacunación también conocida como Semana Europea de Inmunización fue establecida el 14 de septiembre de 2005 por la región europea de la Organización Mundial de la Salud (OMS). Esta iniciativa, diseñada para abordar los desafíos específicos de cada país en cuanto a inmunización, busca aumentar la conciencia sobre la importancia de las vacunas. Utilizando el poder de la defensa y la comunicación dirigida, la campaña ayuda a los Estados miembros a cumplir con sus obligaciones de inmunización universal, fortaleciendo los programas nacionales europeos para prevenir enfermedades y proteger vidas. Desde su inicio, ha demostrado ser adaptable a las necesidades particulares de cada región.

## Celebración
Se lleva a cabo cada año durante la última semana de abril, coincidiendo con la Semana Mundial de la Inmunización. Desde su inicio, las actividades de esta semana han enfatizado el impacto de la vacunación en la erradicación de enfermedades como la viruela en 1979 y los esfuerzos por eliminar la poliomielitis. La primera celebración tuvo como prueba piloto en octubre de 2005con la participación de 9 países, y su segunda celebración ya en el mes abril fue en el año 2007. En 2008 ya se habían sumado al proyecto 32 países. Durante la semana, se llevan a cabo diversas actividades como debates, talleres, entrenamientos, exposiciones y eventos educativos y mediáticos, con un énfasis especial en alcanzar a grupos vulnerables y de difícil acceso. La campaña ha crecido en alcance e impacto, mostrando el compromiso colectivo para mejorar la cobertura de vacunación en toda la región.

## Temas
- 2005-07-08-09: Sin tema[6][7][8][9]
- 2010: Eliminating measles and rubella,[10] ('Eliminando el sarampión y la rubéola')
- 2011: Shared solutions to common threats,[11] ('Soluciones compartidas para amenazas comunes')
- 2012-13: Prevent. Protect. Immunise[12][13][14] ('Prevenir. Proteger. Inmunizar')
- 2014: Immunisation for life,[15] ('Inmunización para toda la vida')
- 2015: Commitment to immunization,[16] ('Compromiso con la inmunización')
- 2016: Prevent. Protect. Immunise,[17][18] ('Prevenir. Proteger. Inmunizar')
- 2017: Vaccines work,[19] ('Las vacunas funcionan')
- 2018: Vaccination is an individual right and shared responsibility,[20][21] ('La vacunación es un derecho individual y una responsabilidad compartida')
- 2019: Protected Together,[22] ('Protegidos juntos')
- 2020: #VaccinesWork for All,[23](Las vacunas funcionan para todos)
- 2021: Vaccines bring us closer,[24] ('Las vacunas nos acercan')
- 2022: Long Life for All,[25] ('Larga vida para todos')
- 2023: The Big Catch-up,[26] ('La gran puesta al día')
- 2024: 50 years of protecting generations past, present and future through immunization,[27] ('50 años protegiendo a generaciones pasadas, presentes y futuras a través de la inmunización')